# 羅恩惠
羅恩惠（1962年—），香港傳媒人、記者和紀錄片導演，曾執導六七暴動紀錄片《消失的檔案》。

## 生平

### 早年生涯
羅恩惠在1962年於香港出生。父親為1949年中華人民共和國成立後遷到香港大埔定居的牧師。羅恩惠曾就讀聖羅撒書院，而藝人曾華倩和其兄曾華德則為羅恩惠的兒時玩伴，在六七暴動期間，亦曾共同經歷炸彈爆炸。
1988年，羅恩惠加入香港電台電視部，負責紀錄片的拍攝工作，2年後轉投亞洲電視新聞部，在《時事追擊》節目擔任記者。1995年，羅恩惠移民加拿大溫哥華，並在當地粵語電視台新時代電視擔任專管公共事務部的助理新聞總監，曾參與製作描述華裔加拿大人奮鬥史的《楓雲榜》以及紀錄加拿大多元族群奮鬥歷程的《坐看雲起時》。
2002年，羅恩惠返回香港，加入無綫電視新聞及資訊部擔任《星期日檔案》首席編輯，至2008年離職，改為從事傳媒教育的工作。2013年，羅恩惠創辦專注歷史紀錄片製作的「人文影像工作室」。

### 《消失的檔案》
2012年9月，羅恩惠從認識多年的專欄作家屈穎妍口中得悉六七暴動其中一名少年犯曾宇雄的經歷後，決定為六七暴動的少年犯拍攝紀錄片。在屈穎妍結集少年犯的故事寫成《火樹飛花：六七年那些人》一書後，羅恩惠自2013年1月開始用了8個月時間，打算在香港歷史檔案大樓索閱當年的報紙和資料求證受訪少年犯的說法時，發現有關六七暴動的檔案消失，而使她決意尋找六七暴動的真相。
由於在香港歷史檔案大樓無法尋找有關六七暴動的資料，羅恩惠和其攝影師搭檔葉漢明於是向加拿大廣播公司和美聯社購買六七暴動的相關片段，又從英國的解密檔案中查找更多的史實和新聞圖片以製作紀錄片。2015年4月，《消失的檔案》完成拍攝工作的時候，羅恩惠獲得前《華商報》編輯吳荻舟女兒所留下的一份敘述六七暴動經過的日誌。在翻讀日誌之後，羅恩惠決定將《消失的檔案》推倒重來，重新拍攝。
羅恩惠其後再花一年的時間對《消失的檔案》重新進行剪接、訪問和拍攝的工作，在製作期間更曾被多次干擾，最終《消失的檔案》在2017年3月8日在香港中文大學邵逸夫堂首映。羅恩惠表示，《消失的檔案》是有份參與紀錄片製作的新聞工作者送給香港的禮物。

## 個人生活
羅恩惠是一名新教徒，已婚，育有兩子。